# Oldsmobile Super 88

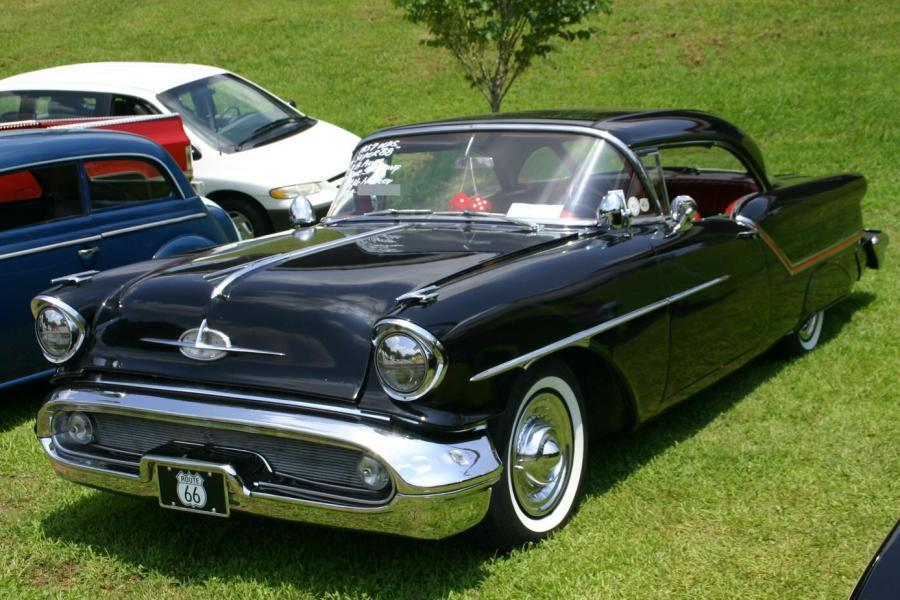
Oldsmobile Super 88 Holiday Hardtop 2 Türen (1957)

Der Oldsmobile Super 88  war ein Auto, das von 1951 bis 1964 von Oldsmobile, einer Marke von General Motors, gebaut wurde. Von 1951 bis 1960 bildete der Super 88 das mittlere Modell der Marke und stellte eine Kombination aus der Karosserie des Modells 88 und den größeren Motoren des Modells 98 dar. Wenn 88 und 98 die gleichen Motoren hatten, übernahm der Super 88 das neue Styling des 98, während der 88 noch die Karosserie des Vorjahres hatte.

## Von Jahr zu Jahr

### 1951–1953
1951 entstand der Super 88 mit einer Karosserie im neuen, flacheren Stil des  Modells 98, aber in der Länge des Modells 88. War der 88 noch 1950 mit sieben verschiedenen Karosserien angeboten worden, so übernahm der Super 88 im Modelljahr 1951 diese Palette mit Ausnahme des Kombis und war zudem noch besser ausgestattet. Der 88 dagegen wurde in diesem Jahr nur noch als 2- und 4-türige Limousine angeboten. Dementsprechend verkaufte sich der Super 88 in diesem Jahr auch sechsmal so häufig wie der 88. Die 4977 cm³ große Maschine, die allen Oldsmobile-Modellen gemeinsam war, leistete 135 bhp (99 kW) bei 3.600/min.
1952 stieg die Motorleistung auf 160 bhp (118 kW), 1953 auf 165 bhp (121 kW). Das Coupé mit B-Säulen war 1953 zwar weggefallen, aber der Super 88 mit seinen vier Modellen war immer noch die Volumen-Modellreihe von Oldsmobile. Die Karosserien veränderten sich nur wenig, lediglich die kleinen runden Rückleuchten standen immer mehr nach oben aus den Kotflügeln heraus und leiteten so allmählich zur Ära der Heckflossen über.

### 1954–1960
1954 wartete der Super 88, wie seine Schwestermodellreihen,  mit einer neuen, flacheren Karosserie mit kleinen Heckflossen auf. Die vorderen Stoßfängerhörner hatten die Form von Raketen angenommen. Front- und Heckscheiben waren als Panoramascheiben ausgeführt. Der V8-Motor war auf 5309 cm³ vergrößert worden und leistete 202 bhp (149 kW) bei 4000/min 1955 wanderte nur der vordere Stoßfänger etwas höher und gab den Wagen so ein moderneres Aussehen. Als fünfte Variante kam eine 4-türige Hardtop-Limousine dazu, die, wie schon der zweitürige Hardtop vorher, ebenfalls den Namen Holiday trug. 1956 mutierte der Kühlergrill zum Haifischmaul mit mittlerer senkrechter Chromstrebe. Die Motorleistung stieg auf 240 bhp (176 kW) bei 4400/min.
1957 wurde das Haifischmaul im vorderen Stoßfänger etwas kleiner, die mittlere Chromstrebe fiel weg und die Heckflossen traten deutlicher hervor. Zum bevorstehenden 50. Geburtstages der Marke bekamen alle Oldsmobile einen wesentlich vergrößerten Motor. Aus 6080 cm³ Hubraum schöpfte er 277 bhp (204 kW) bei 4400/min. Die Baureihe wurde um einen 5-türigen Kombi ergänzt. 1958 zierten ein breiter Kühlergrill mit aufgedoppelten Stoßfängern und Doppelscheinwerfer die Front. Die hinteren Kotflügel waren an den Seiten mit jeweils drei verchromten Zierleisten versehen, was ihnen ein waschbrettartiges Aussehen verlieh. Die Motorleistung stieg auf 305 bhp (224 kW) bei 4600/min. Damit war der Abstand zum Modell 88, dessen Motorleistung in diesem Jahr etwas sank, wiederhergestellt.
1959 wurde das Styling der Oldsmobile-Wagen wieder komplett überarbeitet. Die Heckflossen erreichten ihre größte Ausprägung und vorne trugen die Fahrzeuge einen breiten Kühlergrill mit weit auseinander stehenden Doppelscheinwerfern, zwischen denen Positionsleuchten angeordnet waren. In der Mitte war die Motorhaube etwas abgesenkt. Wie der 98 bekam auch der Super 88 einen größeren Motor, der aus 6457 cm³ eine Leistung von 315 bhp (232 kW) entwickelte. Die zweitürige Limousine wurde nicht mehr angeboten. 1960 wurden die Heckflossen wieder kleiner und die Doppelscheinwerfer rückten näher zusammen. Zusätzlich gab es ein Kombimodell mit 7 Sitzen.

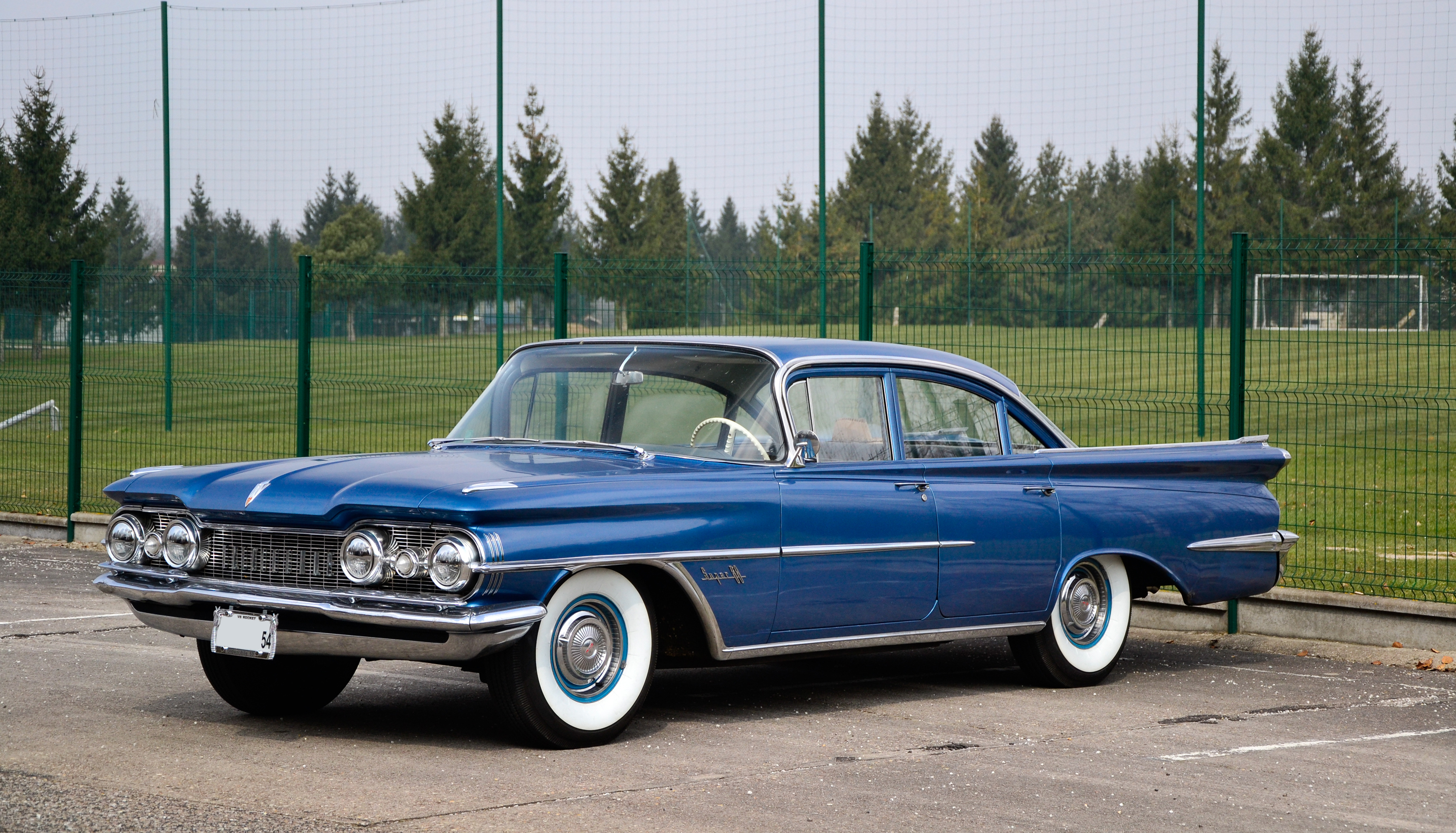
1959
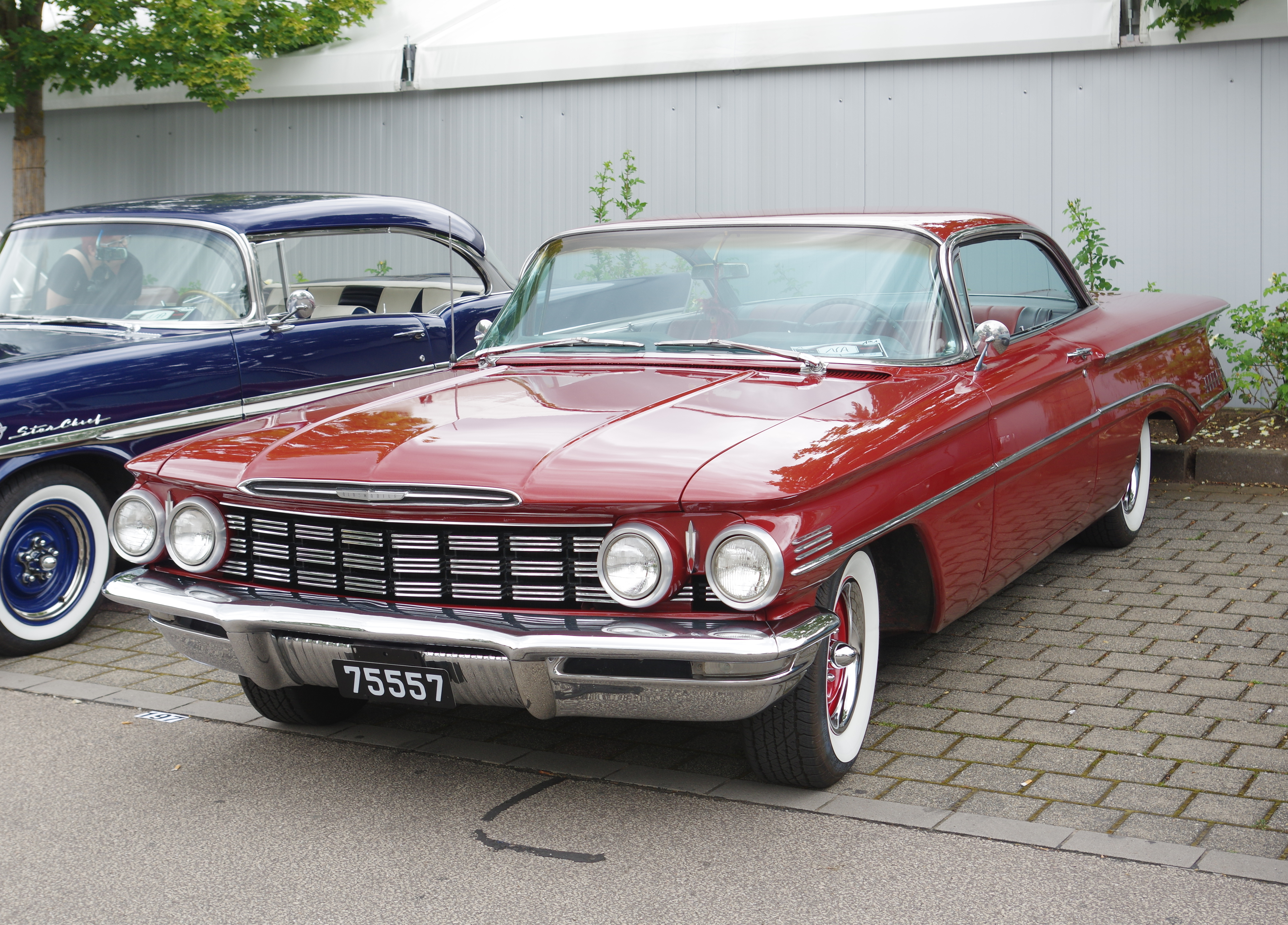
1960

### 1961–1964
Der Oldsmobile Super 88 des Modelljahres 1961 hatte, wie seine Schwestermodelle, keine Heckflossen mehr, sondern einen spitz zulaufenden Heckabschluss. Auch die Panoramascheiben waren verschwunden. Die runden Doppelscheinwerfer begrenzten den breiten Kühlergrill, in dessen unterem Drittel das Wort „Oldsmobile“ zu lesen stand. Diese Szenerie wurde vom glatten vorderen Stoßfänger und der Motorhaube umrahmt. Der 6,5 Liter – Motor, jetzt auch mit geringerer Leistung im 88 verfügbar, legte im Super 88 auf 325 bhp (239 kW) zu. 1962 gab es einen einfacheren Kühlergrill und Cabriolet und der Kombi mit 7 Sitzen wurden eingestellt. Die Motorleistung stieg noch einmal leicht auf 330 bhp (243 kW). 1963 wurde der Kühlergrill konturiert, sodass die Mittellinie und die Kotflügelenden etwas hervortraten, während die Doppelscheinwerfer tiefer im Kühlergrill saßen. Die runden Heckleuchten wichen schmalen, senkrecht stehenden Exemplaren.
1964 sah man kaum Veränderungen. Dem Dynamic 88 wurde ein Einstiegsmodell namens Jetstar zur Seite gestellt, sodass der Dynamic 88 größtenteils die Rolle des Super 88 übernahm. Vom Super 88 blieben im letzten Produktionsjahr nur noch die 4-türige Limousine und die 4-türige Hardtop-Limousine übrig.